# Hermann Naumann
Hermann Naumann (* 14. Februar 1930 in Kötzschenbroda, heute Radebeul) ist ein deutscher Grafiker und Bildhauer.

## Leben

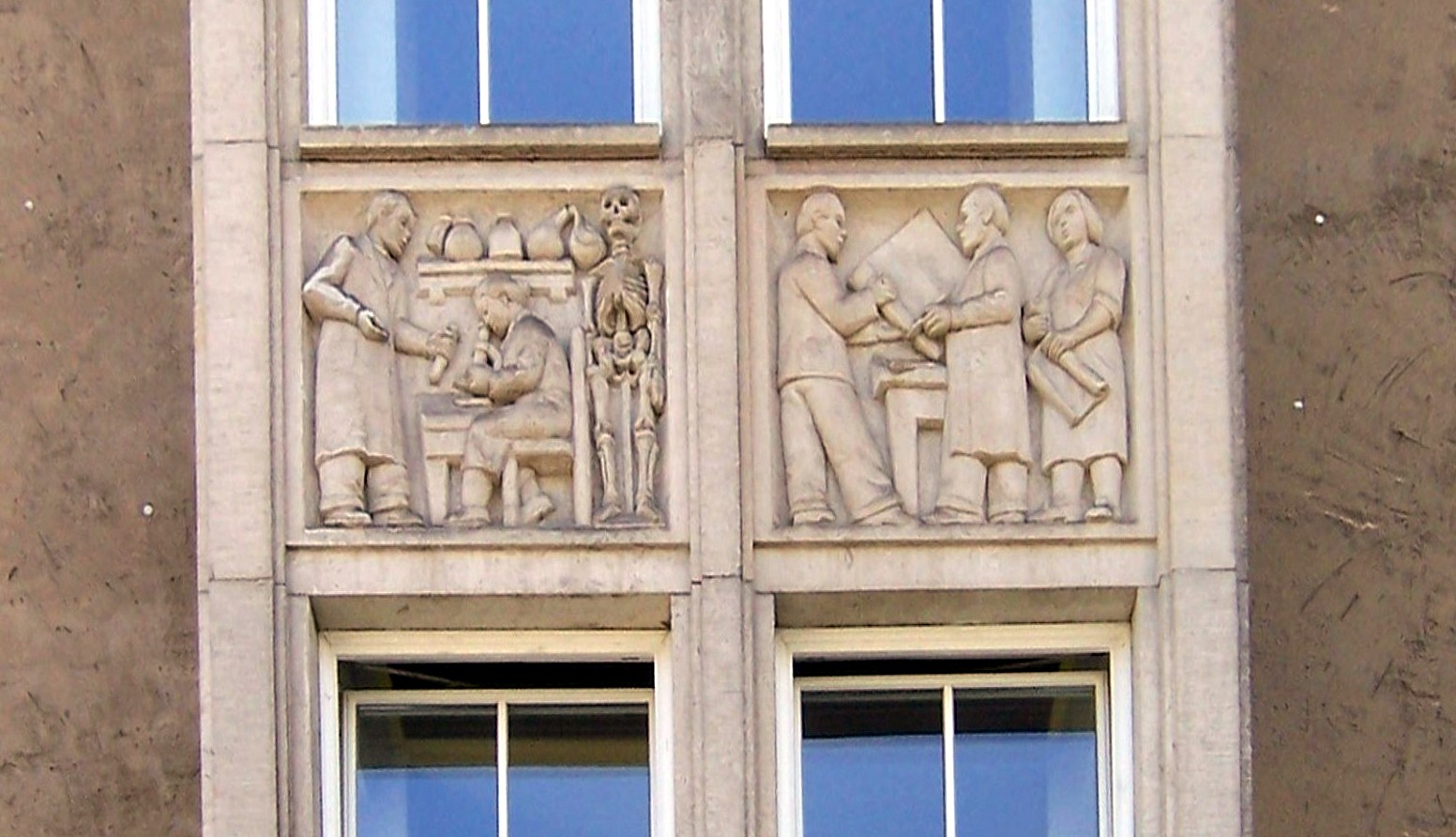
Studenten beim Studium, 1956 (Detail)

Naumann ging 1946 in die Lehre als Steinmetz bei einem Friedhofbildhauer und erhielt im gleichen Jahr eine Privatausbildung zum Plastiker bei Burkhart Ebe. Die erste Plastik Portrait Mein Vater entstand zu dieser Zeit. Von 1947 bis 1949 folgte eine Bildhauerlehre bei Herbert Volwahsen, der ihn in sein Atelier in Loschwitz aufnahm. Ab 1950 war Naumann freischaffend in Dresden tätig. Im selben Jahr wurde er als jüngstes Mitglied in den Verband Bildender Künstler Deutschlands aufgenommen, dem er dann bis 1990 angehörte.
Als Künstler, der sich gegen die offizielle Kulturpolitik des Staates wandte, wurde er unter anderem von Werner Scheffel gefördert, der Werke Naumanns für die TH Dresden kaufte. Auch die Aufträge für Reliefgestaltungen am Studentenwohnheim Fritz-Löffler-Straße 16 und dem Studentenwohnheim Hoyerswerdaer Straße erhielt Naumann von der TH bzw. TU Dresden. Naumann lebte und arbeitete ab 1950 im Künstlerhaus Dresden-Loschwitz. Erst 1994 zog er nach Dittersbach in das „Künstlerhaus Hofmannsches Gut“, wo er seitdem lebt und arbeitet.
Von 1950 bis 1977 war Naumann mit der Bildhauerin Ursula Naumann, geb. Stöhr (1921–2009) verheiratet. Der Ehe entstammen vier Kinder. Im Jahr 1991 heiratete Naumann Helga Luzens, die seit 1971 Modell für viele seiner Zeichnungen und Plastiken gestanden hatte.

## Werk

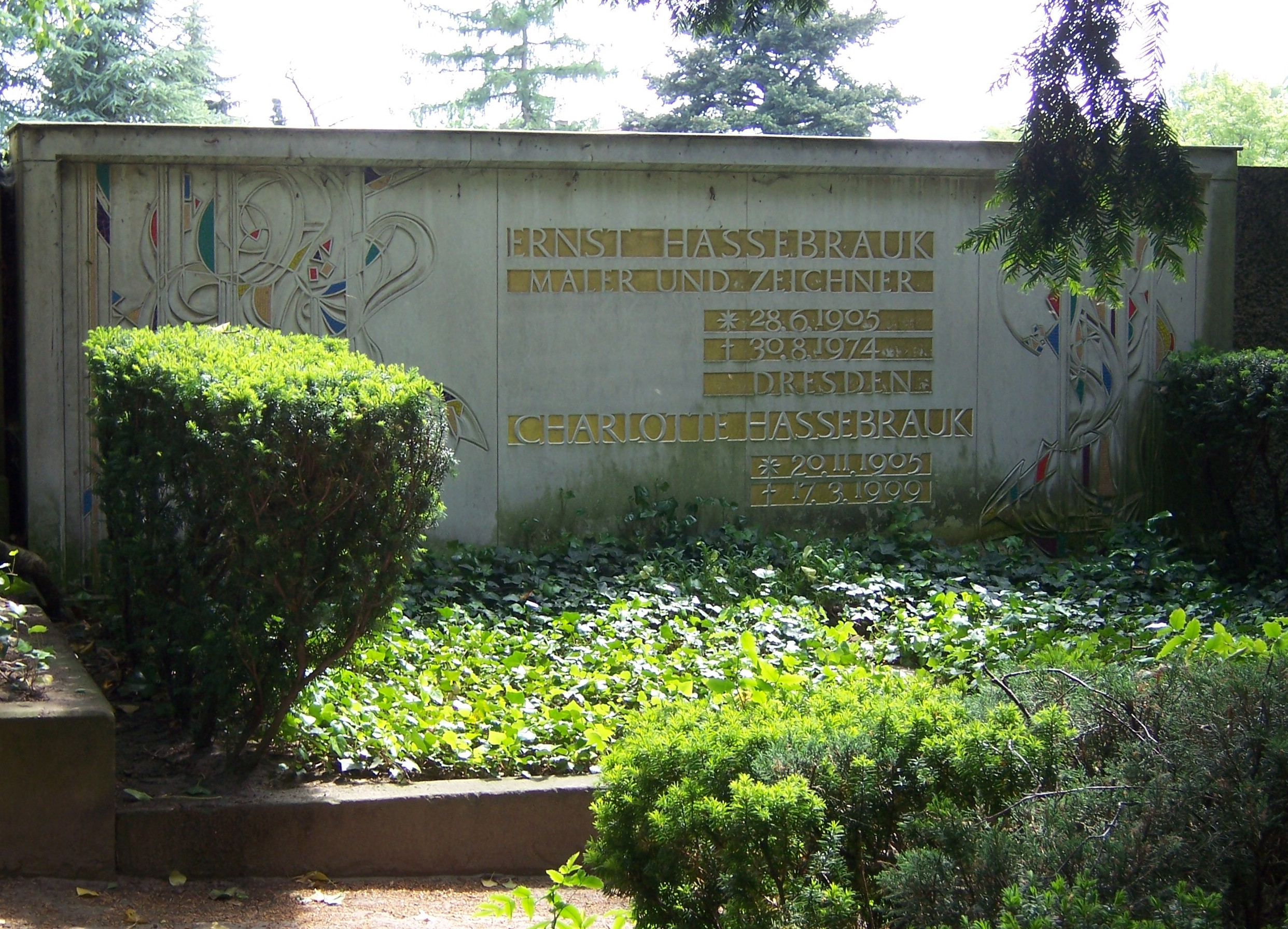
Grab des Künstlers Ernst Hassebrauk auf dem Loschwitzer Friedhof. Grabgestaltung von Hermann Naumann, 1975

Naumann begann als Bildhauer zunächst mit naturalistischen Darstellungen. Es entstanden Werke wie Portrait mein Vater (1946) oder Portraitstatuette Angela (1953). Unter dem Einfluss Karl Albikers und Richard Scheibes hin zu Ernst Barlach fand er schon während der Ausbildung bei Volwahsen zur abstrakten Darstellung auf der Basis geometrischer Figuren, die er in den folgenden Jahren autodidaktisch weiterentwickelte. Er arbeitet mit unterschiedlichen Materialien, so in Gips, gefärbtem Zement, Keramik, Sandstein und seit 1969 in Stahl. Zudem schuf er im Auftrag Sandsteinreliefs an Dresdner Gebäuden.
Naumann ist einer der wenigen Grafiker, die die aus der Renaissance stammende Technik des Punzenstichs beherrschen, mit der er sich seit 1950 beschäftigt. Zahlreiche seiner Werke wurden seit 1960 als Buchillustrationen, unter anderem vom Verlag Phillip Reclam Jr. in Leipzig, verwendet, einige in Vorzugsausgaben mit Originalgrafik.
Naumann hatte eine große Zahl von Einzelausstellungen und Ausstellungsbeteiligungen, in der DDR u. a. 1977/1978 und 1987/1988 an der VIII. und X. Kunstausstellung der DDR in Dresden.

## Öffentliche Sammlungen mit Werken Naumanns (unvollständig)
- Altenburg/Thür.: Lindenau-Museum
- Dresden: Galerie Neue Meister[3]
- Dresden: Kupferstichkabinett[3]
- Dresden: Skulpturensammlung[3]
- Dresden: Kunstgewerbemuseum[3]
- Dresden: Sächsischer Kunstfonds[3]
- Erfurt: Angermuseum
- Frankfurt/Main: Goethe-Haus[4]
- Leipzig: Grassi Museum für angewandte Kunst[5]
- New York:  Solomon R. Guggenheim Museums
- Nürnberg: Germanisches Nationalmuseum
- Putbus: Kulturstiftung Rügen[6]
- Rostock: Kunsthalle
- Stendal: Winckelmann-Museum[7]

## Werke (Auswahl)

### Druckgrafik
- Meine jüdischen Augen (Zyklus von 14 Punzenstiche in Braun; als Originalgrafik publiziert in dem gleichnamigen Buch von Phillip Reclam jun. Leipzig und Claassen-Verlag, 1969)
- Mary Wigman (1982, 8 Kaltnadelradierungen, 24,5 × 17,5 cm; publiziert im Dritten Druck der Dürer-Presse des Verlags Phillip Reclam jun. Leipzig, 1984)
- Luther – der streitbare Prediger (1982, Holzschnitt, 20 × 125 cm; publiziert als Selbstdruck in der Grafik-Edition XV Luther zu Ehren des Verlags Philipp Reclam. jun. Leipzig, 1983)

### Skulpturen und Reliefs

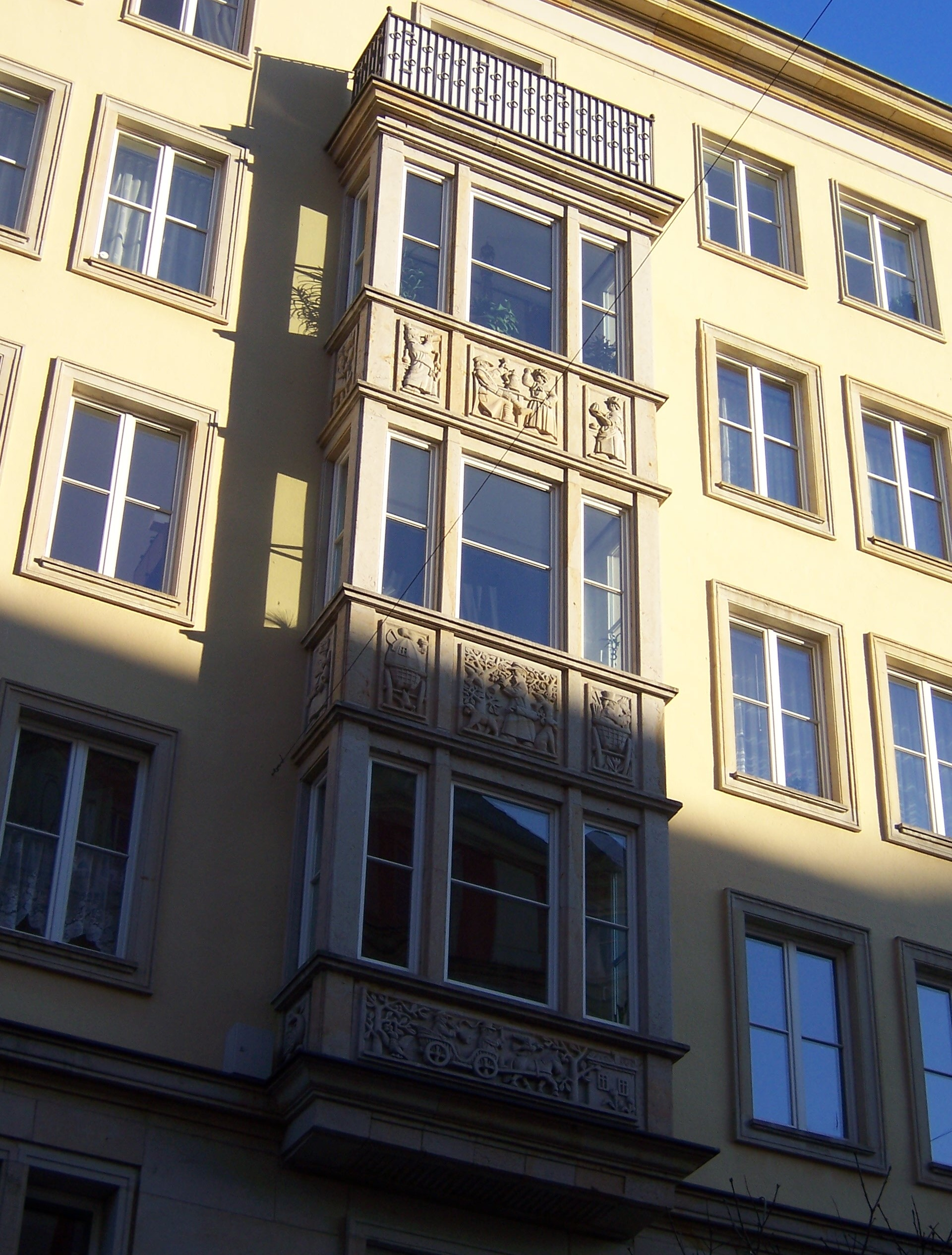
Erker Szenen aus dem Leben des Fürsten Putjatin, 1962

- Grabplastik Portrait Otto Schubert für Otto Schubert auf dem Loschwitzer Friedhof (1955)
- Portraitbüste Makarenko, heute im Besitz der TU Dresden (1955)
- Sandsteinerker Studenten beim Studium am Studentenwohnheim Fritz-Löffler-Straße 16 in Dresden (1956)
- Erkerreliefs Szenen aus dem Leben des Fürsten Putjatin auf der Weißen Gasse beim Gänsediebbrunnen in Dresden (1962)
- Relief am Wohnheim Hoyerswerdaer Straße 10 in Dresden (1962)
- Grabdenkmal für Ernst Hassebrauk auf dem Loschwitzer Friedhof (1975)
- Stahlplastik Der Fahnenschwinger in Riesa (1982)
- Bronzeguss Der Büchernarr (1999)

### Buchillustrationen (Auswahl)
- Heinrich Böll: Erzählungen. 10 Holzschnitte. Union, Berlin 1961.
- Rudolf Hirsch (Hrsg.): Die Heimfahrt des Rabbi Chanina und andere Erzählungen und Geschichten aus dem Jiddischen. Reproduktionen nach Federzeichnungen; Union Verlag Berlin, 1964.
- Luis de Góngora y Argote: Soledades. Kassette mit 11 signierten und nummerierten Lithographien, vierseitigem Begleittext und eingelassenem Buch in Halbpergament. Claassen Verlag, Hamburg/Düsseldorf, 1969. Als Buch 1973 mit den Reproduktionen auch bei Philipp Reclam jun. Leipzig.
- Max Dauthendey: Keine Wolke stille hält. 28 Farbholzschnitte. Union, Berlin 1970.
- Arthur Rimbaud. Gedichte. Verlag Philipp Reclam jun. Leipzig, 1976. 10 Radierungen und 8 Punzenstiche
- Knut Hamsun: Pan. 10 Radierungen. Philipp Reclam Jun., Leipzig 1979.
- Franz Kafka: Betrachtung. 18 Steinzeichnungen. Philipp Reclam Jun., Leipzig 1986.
- Gerhart Hauptmann: Glossen zum alten Testament. Lithografien und Handzeichnungen/Aquarelle, Sonderausgabe. Verlag Faber & Faber, Leipzig 1997.
- Fjodor Dostojewski: Erniedrigte und Beleidigte. 33 Illustrationen. Verlag Faber & Faber, Leipzig 2008.

## Ehrungen
- Grafik-Preis der CDU (3. Preis für Zyklen) für die Illustrationen zu Tewje, der Milchhändler (1960)
- Auszeichnung „Schönste Bücher der DDR“ für Meine jüdischen Augen[8]
- Auszeichnung „Schönste Bücher der DDR“ für Arthur Rimbaud: Gedichte
- Ehrendoktorwürde der Accademia Italia delle Arti e del Lavoro (1987)

## Darstellung im Film
- Marion Rasche (Regie): Der Maler Hermann Naumann. Dokumentarfilm, Defa-Studio, Dresden 199